# Song Dandan
Song Dandan (Chinees: 宋丹丹; (Pinyin), Beijing 25 augustus 1961) is een Chinees actrice, komiek en cabaretière. 

## Biografie
In haar jonge jaren is ze begonnen als toneelspeelster, maar met een sketch debuteerde zij in 1989 tijdens het CCTV Nieuwejaarsgala, waardoor zij bekendheid verwierf. Vervolgens trad ze op met Huang Hong en haar meest succesvolle partner Zhao Benshan in succesvolle sketches. Ze brak verder door in de familiekomedie I love my family (我爱我家) en in de laatste jaren heeft ze ook meegedaan in de succesvolle komedieserie Home with kids (家有儿女). 
- Gemeinsame Normdatei: 141001704
- International Standard Name Identifier: 0000 0001 1497 6029
- Library of Congress Control Number: no2003036089
- Nationale Bibliotheek van Israël: 987008122282705171
- Virtual International Authority File: 120259167
- WorldCat: E39PBJmHMgGYcHCP3JgY39hGpP